# Kathinka Kondrup

Kathinka Jenny Helene Kondrup (født 11. december 1851 i Nørresundby, død 31. december 1927 på Sct. Hans Hospital i Roskilde) var en dansk billedhugger og keramisk kunstner. Hendes forældre var købmand Christen Andersen Kondrup og Georgine Petra Thomasen. Hun er begravet på Sct. Hans Hospitals kirkegård.

## Uddannelse og kunst
Allerede som femtenårig i 1866 tog Kathinka Kondrup til København og fik privat undervisning hos billedhuggeren H. W. Bissen i godt et år, indtil hans død 1868. Efterfølgende tog hun til Rom, hvor hun lærte sig at hugge i marmor. Hun var en meget produktiv kunstner, som udstillede hvert år i 1870erne. Eksempelvis sendte hun sine bidrag til Charlottenborg udstillingerne i årene 1875-78 fra Rom, og senere, i 1880, fra London.
Motiverne var oftest børn i hverdagssituationer, som statuetten Dreng, der trækker strømpe af fra 1876. Den var udført i terracotta og blev sat i produktion af den svenske porcelænsvirksomhed Gustavsberg og P. Ipsens Keramikfabrik. Denne statuette var i een støbning udstillet i 1920 på udstillingen Kvindelige Kunstneres Retrospektive Udstilling i Den Fries Udstillingsbygning. I kataloget under Cathinka Kondrup anføres titlen som Strømpeaftrækkeren, og materialet angives her som kallipasta.

## Samtidens kvindelige billedhuggere
Unge kvindelige billedhuggere var ikke trådt ind på den danske kunstscene før Adelgunde Vogt, som var landets første kvindelige billedhugger. Der fandtes ikke mulighed for uddannelse på en kunstskole eller et kunstakademi. Udelukkende ved studier privat i ateliererne hos de førende mandlige billedhuggere fik kvinderne den uddannelsesmulighed, som eksempelvis Bertel Thorvaldsen bibragte Adelgunde Vogt og H. W. Bissen Kathinka Kondrup. Ydermere var vilkårene for færdiguddannede kvindelige billedhuggere i datidens samfundsliv yderst vanskeligt.
Samtidig med Kathinka Kondrup arbejdede billedhuggeren Henriette Diderichsen (1855-1936). Hun var datter af en billedhugger, Julius Diderichsen (1823-1896), hvor hun fik sin første undervisning. Trods hendes tidlige succes med skulptur, herunder marmorskulpturen By the Stream fra 1888, som indbragte hende mention honorable 1889 ved Salon de Paris, indstillede hun sin kunstnerkarriere i 1896. Billedhuggeren Nielsine Petersen, født samme år som Kathinka Kondrup, klarede sig bedre. Måske fordi hun - i modsætning til Kathinka Kondrup og Henriette Diderichsen - gennem sin uddannelse på kunstskolen hos maleren Vilhelm Kyhn kunne deltage i et stimulerende netværk med andre kvindelige kunstnere.

## Sene liv
Kathinka Kondrup levede som en talentfuld og succesrig billedhugger i sine unge år. Men fra hun var midt i trediverne formede hendes liv sig ulykkeligt. Hun blev ramt af en sindslidelse og var fra 1893 til sin død indlagt på Sct. Hans Hospital i Roskilde.

## Udstillinger
- Charlottenborgudstillingen i årene fra 1870-87
- 1872, 1883 og 1888 Nordisk Udstilling
- 1880 og 1886 Royal Academy London
- 1920 Kvindelige Kunstneres Retrospektive Udstilling
- 1933 Nordjysk Kunstudstilling, Aalborg

## Stipendier
- 1877 Hielmstierne-Rosencrone
- 1878 Det Anckerske Legat
- 1882 J. J. Levin

## Værker
- Buste af ingeniør Julius Wilkens (Polyteknisk Læreanstalt)
- 1876 Statuettegruppe H. C. Andersen med en lille pige, udstillet på Charlottenborg
- En dreng, som trækker en strømpe af
- Udkast til H. C. Andersen-monument (Kolding Museum)